# Phacidiaceae
Phacidiaceae – rodzina grzybów z klasy patyczniaków (Leotiomycetes).

## Charakterystyka
Saprotrofy lub pasożyty roślin (endofity) żyjące na liściach, łodydze i korze. Owocniki typu apotecjum, dyskoidalne lub kuliste, początkowo zanurzone, potem nabrzmiewające i otwierające się nieregularnymi szparami w górnej części. Worki wyrastające z pastorałek, maczugowate (4–) 8-zarodnikowe, unitunikowe, z aparatem apikalnym lub bez, w odczynniku Melzera barwiące się na niebiesko. Askospory bez przegród, elipsoidalne, wrzecionowate, prawie cylindryczne lub nieregularne, szkliste lub brązowe, z porą rostkową lub bez, proste lub zakrzywione, bez galaretowatych wyrostków. Parafizy rozgałęzione lub proste, szkliste, z przegrodami, osadzone w śluzie lub nie. Konidiomy jedno- do wielokomorowe, z jedną lub kilkoma ostiolami. Konidiofory szkliste, gładkie, rozgałęzione lub zredukowane do komórek konidiotwórczych, powstające z wewnętrznej warstwy konidiomu. Komórki konidiotwórcze typu fialida, z czasem wytwarzające śluz. Konidia szkliste, gładkie, prawie cylindryczne, podłużnie elipsoidalnie, czasami na wierzchołku wyposażone w śluzowaty wyrostek.

## Systematyka
Pozycja w klasyfikacji według Index FungorumLeotiales, Leotiomycetidae, Leotiomycetes, Ascomycota, Fungi.
Według aktualizowanej klasyfikacji Index Fungorum bazującej na Dictionary of the Fungi do rodziny Phacidiaceae należą:
- Allantophomopsiella Crous 2014
- Allantophomopsis Petr. 1925
- Ascocoma H.J. Swart 1987
- Bacilliformis Ekanayaka & K.D. Hyde 2019
- Bulgaria Fr. 1822 – prószyk
- Calvophomopsis Tanney & Seifert 2018
- Cornibusella Tanney & Seifert 2018
- Darkera H.S. Whitney, J. Reid & Piroz. 1975
- Gloeopycnis Tanney & Seifert 2018
- Lophophacidium Lagerb. 1949
- Nothodiscus Sacc. 1917
- Phacidiopycnis Potebnia 1912
- Phacidium Fr. 1815
- Pseudophacidium P. Karst. 1885
- Starbaeckia Rehm 1890
- Strasseria Bres. & Sacc. 1902
- Xenosphaeropsis F. Liu, Crous & L. Cai 2021[2].